# 2-Butoxyéthanol
Le 2-butoxyéthanol est un éther de glycol de formule BuOC2H4OH (Bu = CH3CH2CH2CH2). Il prend la forme d’un liquide incolore avec une odeur suave proche de l’éther diéthylique. C’est un éther butylique de l’éthylène glycol. Il est utilisé surtout comme solvant. Il est relativement non volatil, peu cher et doté des propriétés d’un agent de surface assez efficace.

## Production et synthèse
Le 2-butoxyéthanol est produit par l'éthoxylation du butanol :
C2H4O + BuOH → BuOC2H4OH.
En 2006, la production européenne de tous les éthers butyliques de glycol s'élève à 181 kilotonnes par an (kt/an), dont à peu près la moitié (90 kt/an) représente la production du 2-butoxyéthanol. On estime que la production mondiale est de 200  à   500 kt/an, dont 75 % sont utilisés pour les peintures et les revêtements.

## Utilisations
Le 2-butoxyéthanol est un solvant dans les peintures et les revêtements en plus d'un composant d'encres et de produits de nettoyage. D'autres produits qui contiennent le 2-butoxyéthanol comprennent les résines acryliques, les agents de libération de l'asphalte, les émulseurs anti-feu, les protecteurs de cuir, les dispersants de nappes de pétrole, les dégraissants et les solutions de pellicule photographique. Le 2-butoxyéthanol se trouve souvent comme un composant important ou principal dans de nombreux produits ménagers, y compris des nettoyants de tableaux blancs, des savons liquides, des produits de beauté, des solutions de nettoyage à sec, des laques, des vernis, des désherbants et des peintures à base de latex.

## Sécurité
La dose létale médiane (DL50) du 2-butoxyéthanol est à 2,5 g/kg chez les rats. Des épreuves au laboratoire effectuées par le programme américain de toxicologie (United States National Toxicology Program) ont démontré qu'une inhalation prolongée des concentrations élevées (100-500 ppm) du 2-butoxyéthanol peut provoquer des tumeurs surrénales chez les animaux. La conférence américaine des hygiénistes industriels gouvernementaux (ACGIH) rapporte que le 2-butoxyéthanol s'avère cancérigène chez les animaux.